# Šalpė
Šalpė je řeka na západě Litvy, na území okresů Klaipėda a Šilutė, levý přítok řeky Veiviržas (31,1 km od jeho ústí do řeky Minija).

## Průběh toku

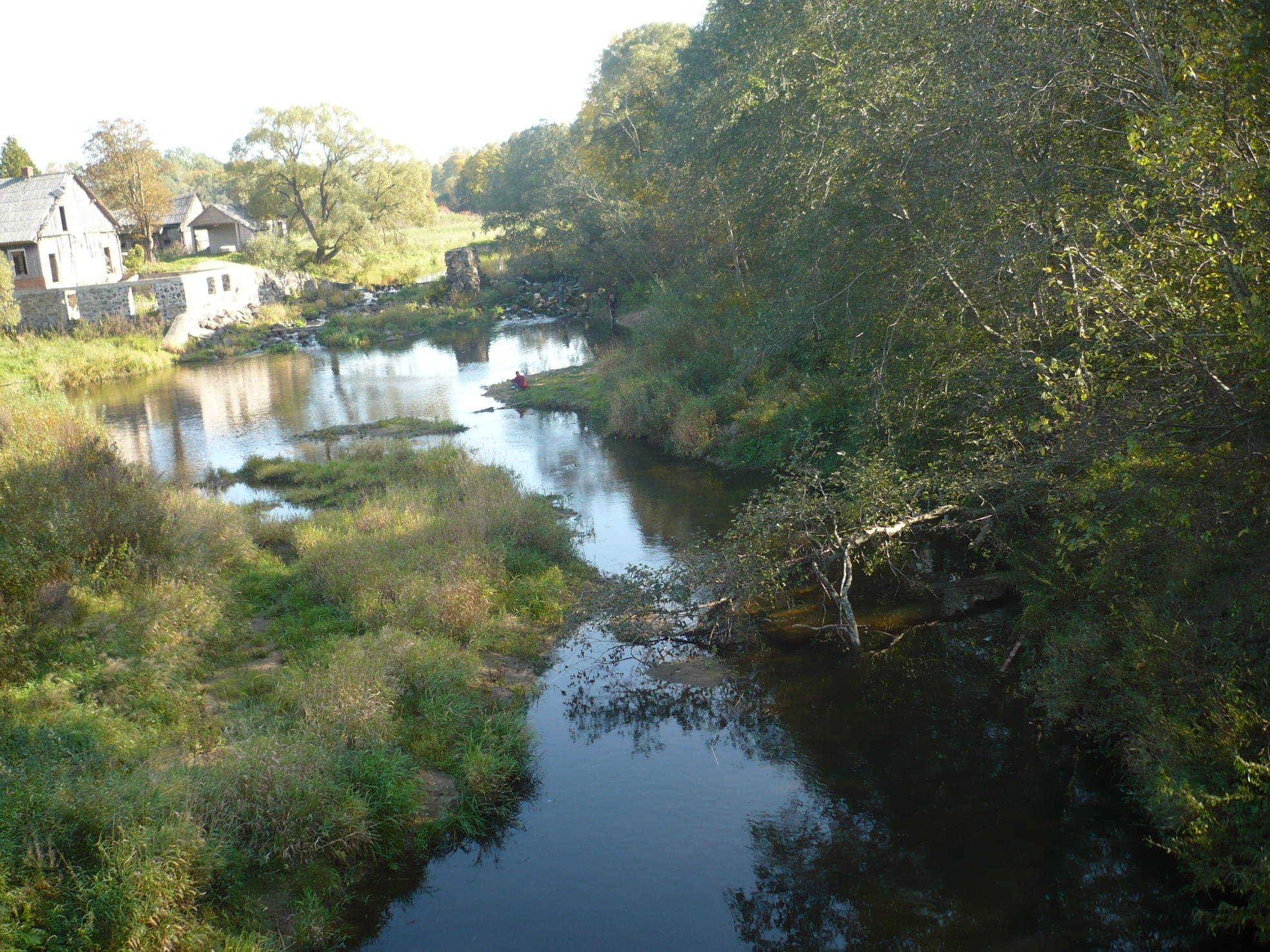
Šalpė a rozvaliny hráze mlýna u vsi Pagraumenė

Pramení 3 km na jihozápad od Endriejava. Zpočátku teče na jih a jihozápad, po soutoku s řekou Šalpalė na severozápad. Do Veivirže se vlévá 31,1 km od jeho ústí do řeky Minija. Průměrný spád je 232 cm/km, průměrný průtok je 2,23 m³/s.
Od roku 2004 je rozhodnutím vlády Litevské republiky celá řeka zahrnuta do seznamu řek s vysokou kulturní a ekologickou hodnotou. V celé řece jsou rozhodnutím vlády celoročně chráněni Pstruh obecný potoční (Salmo trutta fario), Pstruh obecný mořský (Salmo trutta trutta), Vranka obecná (Cottus gobio), Sekavec písečný (Cobitis taenia), Ouklejka pruhovaná (Alburnoides bipunctatus) a Mihule říční (Lampetra fluviatilis). Kromě toho je na řece od 1. října do 31. prosince zakázán rybolov jakýmkoliv způsobem.

## Přítoky
- Levé:

| Hydrologické pořadí | Řeka     | Délka (km) | Povodí (km²) | Vzdálenost od ústí (km) | Ústí kde | Koordináty ústí |
| ------------------- | -------- | ---------- | ------------ | ----------------------- | -------- | --------------- |
| 17010841            | Šalpalė  | 4,5        | 15,1         | 26,2                    |          |                 |
| 17010844            | Lunguris | 3,6        | 3,0          | 21,4                    |          |                 |
| 17010846            | Graumena | 25,2       | 81,0         | 10,5                    |          |                 |

- Pravé:

| Hydrologické pořadí | Řeka  | Délka (km) | Povodí (km²) | Vzdálenost od ústí (km) | Ústí kde | Koordináty ústí |
| ------------------- | ----- | ---------- | ------------ | ----------------------- | -------- | --------------- |
| 17010839            | Š - 2 | 3,4        | 2,7          | 34,1                    |          |                 |
| 17010845            | Purlė | 4,8        | 5,5          | 13,6                    |          |                 |